# Бахарев, Иван Иванович (Герой Советского Союза)
Иван Иванович Бахарев (1910—1943) — гвардии старший сержант Рабоче-крестьянской Красной Армии, участник Великой Отечественной войны, Герой Советского Союза (1943).

## Биография
Иван Бахарев родился 25 августа 1910 года в селе Донгузе (ныне — Балтайский район Саратовской области) в крестьянской семье.
Получил начальное образование.
В 1931—1933 годах проходил срочную службу в Рабоче-крестьянской Красной Армии. До начала войны работал в колхозе. С июня 1941 года — на фронтах Великой Отечественной войны. Участвовал в боях на Юго-Западном, Сталинградском, Воронежском и Степном фронтах. Принимал участие в кампании 1941 года, Сталинградской битве, Острогожско-Россошанской операции, битве на Курской дуге, освобождении Украины. К сентябрю 1943 года гвардии старший сержант Иван Бахарев командовал отделением взвода пешей разведки 267-го гвардейского стрелкового полка 89-й гвардейской стрелковой дивизии. Отличился во время битвы за Днепр.
29 сентября 1943 года Бахарев вместе с группой разведчиков высадился на западный берег Днепра в районе села Келеберда Кременчугского района Полтавской области Украинской ССР и участвовал в захвате немецкой траншеи и удержании её до подхода стрелковых подразделений.
29 сентября 1943 года погиб в бою.

## Награды
- Указом Президиума Верховного Совета СССР от 20 декабря 1943 года за «отвагу и мужество, проявленные при форсировании Днепра, захвате и удержании плацдарма на правом берегу реки» гвардии старший сержант Иван Бахарев посмертно был удостоен высокого звания Героя Советского Союза[1].
- Был также награждён медалями «За отвагу» и «За оборону Сталинграда»[1].